# Gustave Aimard
Gustave Aimard, pseudónimo de Olivier Gloux, (Paris, 13 de setembro de 1818 — Paris, 20 de junho de 1883) foi um romancista francês.
Esteve no Brasil durante o Segundo Reinado e conheceu pessoalmente o imperador D. Pedro II, tendo ficado surpreso com sua simplicidade (CARVALHO, José Murilo - D. Pedro II. São Paulo: Companhia das Letras, 2007).
Definiu o Brasil como "espetáculos das raças".

## Obras
- Le Chercheur de piste, 1ª ed., Amyot, 1858
- Les Bandits de l'Arizona : scènes de la vie sauvage, 3ª ed., Gautier, 1889
- Les Bois-brulés, Dentu, 1875-1876
- L'Oiseau noir, histoire américaine, Dentu, 1893
- Les Outlaws du Missouri, 2ª ed., Amyot, 1876
- Le Fils du soleil, 1879
- Les Pirates de l'Arizona : scènes de la vie sauvage, Ardant, 1891.
- Les Trappeurs de l'Arkansas : et autres romans de l'Ouest, 2001
- Le Trouveur de sentiers : scènes de la vie sauvage. 3ª ed., Dentu, 1888.
- Une Goutte de sang noir : épisode de la guerre civile aux Etats-Unis, Dubuisson, 1878

Com Jules Berlioz d’Auriac
- L'Aigle noir des Dacotahs, Degorce-Cadot, 1878
- Le Mangeur de poudre, Degorce-Cadot, 1878
- Les Pieds-fourchus, Degorce-Cadot, 1878
- Les Terres d'or, Degorce-Cadot, 1879
- Cœur-de-panthère, Degorce-Cadot, 1879
- Les Forestiers du Michigan, Bardin, 1879
- Jim l'Indien, Degorce-Cadot, 1879